# Bundesautobahn 13
Pour les articles homonymes, voir A13.
L'autoroute allemande 13 (Bundesautobahn 13 en allemand et BAB 13 en abrégé) est un axe autoroutier situé dans la partie orientale de l'Allemagne, et qui relie Berlin à Dresde.

## Description
L'autoroute A13 débute dès la ceinture périphérique berlinoise du Berliner Ring. 
Elle se dirige vers le sud en direction  de Dresde via la ville de Lübbenau et la « Réserve de biosphère » du Spreewald.

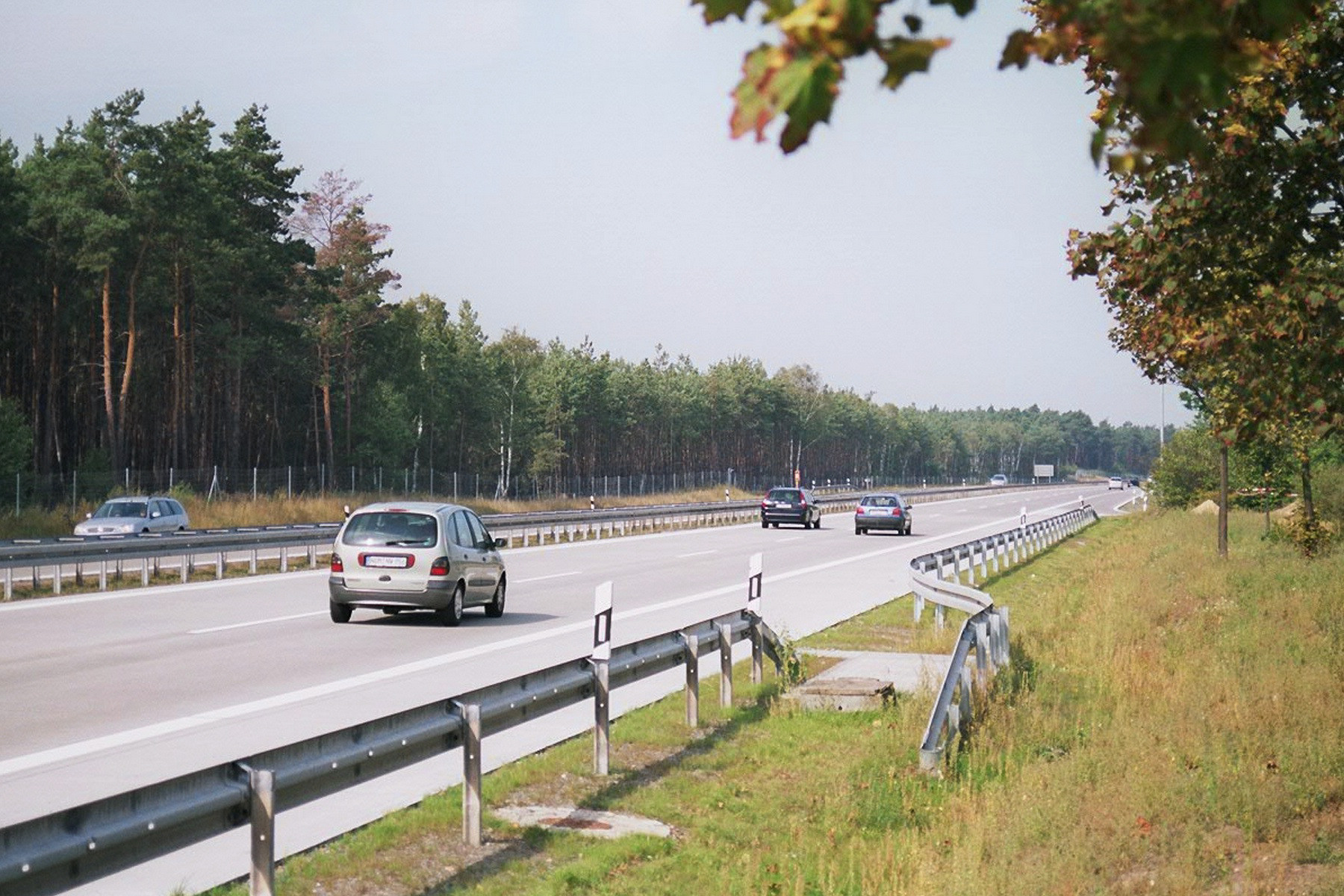
Vue de l'autoroute allemande A13.

À Dresde, la A13 rejoint la A4. 